# Hildegardia dauphinensis
Hildegardia dauphinensis är en malvaväxtart som beskrevs av J.G.Zaborsky. Hildegardia dauphinensis ingår i släktet Hildegardia och familjen malvaväxter. Inga underarter finns listade i Catalogue of Life.